# مأمون النطاح
مأمون النطاح (12 أغسطس 1976-) شاعر، وكاتب ورجل أعمال عراقي يحمل الجنسية الهولندية

## حياته
ولد في صحراء «أبو القير» بمحافظة الأنبار غربي العراق
انتقل مع عائلته للعيش في مدينة الرمادي مطلع الثمانينات، ينتمي لأسرة العبد الله شيوخ عشيرة البوكليب من المصاليخ من عنزة، وأخواله المعجل شيوخ عشيرة البوريشه من الدليم. نشأ وسط بيئة عشائرية محافظة وشعريه قويه، فجده هو الفارس والشاعر «الشيخ محمد العبد الله». وقد ذكرته المسز بيل في مذكراتها عام 1909.
غادر العراق نحو الاغتراب عام 1995، حاصل على شهادة البكالوريوس في العلوم السياسية وماجستير في الحضارات القديمة، ماجستير بالأدب الشعبي ودكتوراه في النقد الأدبي - حاصل على دبلوم عال في السياحة والفندقة مجال الأعمال، بدأ كتابة الشعر خلال سنوات الاغتراب حينما كان يرسل رسائل لعائلته بعدها قام بنشر مقالات شعرية بمجلات معروفة حينها مثل سيدتي، كل العرب وكانت في البداية ما بين القصيدة والنبطي. كما يكتب الشعر باللغة الهولندية.

## مسيرته المهنية
في بدايته قام الفنان ماجد المهندس بالغناء من أشعاره ثم قدم أغنية فيها إلقاء شعر وغناء للفنانة أصيل هميم بعدها غنت له يسرا محنوش وعدنان بريسم ومحمد عبد الجبار ومن العرب فايز السعيد، أحمد جمال
حاتم العراقي، أسامه ناجي أقام أمسيات شعرية ذهب ريعها لجهات مختلفة منها النازحين في العراق ومستشفى غسل الكلى للأطفال وأيضاً الضحايا من الايزيدين 

## أعماله

### ألبومات شعرية
| العام | اسم الألبوم | الأغنيات | المنتج |
| ----- | ----------- | --- | ------ |
| 2014  | آهات عشق    | آهات عاشق اطالع بالعيون مع أصيل هميم، حبيبي العمر، اني من اشتاق، وحشه بدوني، عليمن، احس اني اعرفك، جامل شفت نفسك - مع يسرى محنوش، عراقيين، الهدهد | سوا    |
| 2015  | أتركني احبك | اتركني احبك - مع أصيل هميم، اشتاق لي يا ناس - مع أسامة ناجي، تعال نعيش، على استحياء، بعد لا تقول، إثقل صعب، يا راقي يا حلاها، تعبنا اسقي          | سوا    |

### دواوين شعرية
| العام | الديوان الشعري | الناشر         |
| ----- | -------------- | -------------- |
| 2015  | اتركني احبك    | دار سما الكويت |

### أغاني مصورة
| العام | اسم الأغنية                   | المخرج       | المنتج    |
| ----- | ----------------------------- | ------------ | --------- |
| 2015  | اتركني أحبك بمشاركة أصيل هميم | ايهاب الراشد | HFM       |
| 2015  | يا ناس بمشاركة أسامة ناجي     | ايهاب الراشد | HFM       |
| 2016  | اشتري الغالي                  | عدنان أحمد   | إنتاج خاص |
| 2016  | صديت                          | نبيل نامق    | إنتاج خاص |

## تقديم البرامج
| العام      | البرنامج      | عرض على         |
| ---------- | ------------- | --------------- |
| رمضان 2019 | ضي الكُمر      | إم بي سي العراق |
| رمضان 2020 | لايف مع مأمون | انستقرام        |
| رمضان 2021 | ضي الكُمر      | إم بي سي العراق |
| رمضان 2022 | ضي الكُمر      | إم بي سي العراق |

## جوائز
| البلد                    | الجائزة                                                                                       | العام |
| ------------------------ | --------------------------------------------------------------------------------------------- | ----- |
| الإمارات العربية المتحدة | لقب سفراء الأمل من المبادرة الدولية غذائي علاجي للعمل التطوعي ” مركز الطارق للتأهيل والتوحد ” | 2018  |
| الإمارات العربية المتحدة | جائزة تكريم من مهرجان ضيافة بدورته الثالثة، في دبي                                            | 2019  |
| العراق                   | نال جائزة الهلال الذهبي كأفضل برنامج على تقديمه برنامج "ضي الكمر"                             | 2019  |